# Nahal Arugot
Nahal Arugot (Hebr. נחל ערוגות) is een riviertje dat ontspringt bij een bron in de heuvels ten westen van Hebron op de Westelijke Jordaanoever in Palestina. Het mondt uit in de Dode Zee bij de Israëlische plaats Ein Gedi in de noordelijkste punt van de Negev. Het is het grootste van vier riviertjes. De rivier is 40 km lang en is een van de grootste riviertjes in dat gebied, dat door Israël de woestijn van Judea wordt genoemd. Langs de oevers van de rivier leven veel steenbokken.

## Bar Kochba
Tijdens de joodse opstand onder leiding van Bar Kochba (132-135 na Chr.) gebruikten de Romeinen (de oevers van) Nahal Arugot als doorgangsroute naar hun forten bij de nabijgelegen Nahal Hever, waar veel aanhangers van Bar Kochba zich in grotten verschanst hadden. In sommige grotten langs de rotsachtige oevers van Nahal Arugot hielden zich ook aanhangers van Bar Kochba schuil.

## Handschriftenvondst
Aan het begin van de 21e eeuw zijn in Nahal Arugot enkele fragmenten van het boek Leviticus, geschreven op perkament, aangetroffen, die stammen uit de tijd van de opstand van Bar Kochba. De handschriften zijn gevonden door een bedoeïne en na onderhandelingen in de zomer van 2005 gekocht voor $3000 door Hanan Eshel, namens de Bar Ilan Universiteit. De fragmenten worden gerekend tot de Dode Zee-rollen en zijn vooral daarom van belang, omdat het voor het eerst sinds enkele decennia was dat in de woestijn van Judea weer handschriften van een dergelijke ouderdom zijn gevonden.